# دیومانسی کامارا
دیومانسی کامارا (انگلیسی: Diomansy Kamara؛ زادهٔ ۸ نوامبر ۱۹۸۰) بازیکن فوتبال اهل فرانسه است.
از باشگاه‌هایی که در آن بازی کرده‌است می‌توان به باشگاه فوتبال وست برومویچ آلبیون، باشگاه فوتبال نورث‌ایست یونایتد، باشگاه فوتبال پورتسموث، باشگاه فوتبال مودنا، باشگاه فوتبال فولام، باشگاه فوتبال کیه‌وو ورونا، باشگاه فوتبال سلتیک، باشگاه فوتبال ستاره سرخ، باشگاه فوتبال اسکی‌شهراسپور، و باشگاه فوتبال لستر سیتی اشاره کرد.
وی همچنین در تیم ملی فوتبال سنگال بازی کرده‌است.